# Alempi Akujärvi
Alempi Akujärvi och Ylempi Akujärvi , eller Akujärvi är en sjö i Finland. Den ligger i kommunen Enare i landskapet Lappland, i den norra delen av landet, 900 km norr om huvudstaden Helsingfors. Alempi Akujärvi ligger 120,7 meter över havet. Arean är 67,1 hektar och strandlinjen är 5,69 kilometer lång. Sjön  ingår i Pasvik älvs huvudavrinningsområde. 